# 폰테카냐노파이아노
폰테카냐노파이아노(이탈리아어: Pontecagnano Faiano)는 이탈리아 캄파니아주 살레르노도에 있는 코무네이다. 빌라노바 문화의 정착지 중 하나이다.